# Янь (5 династий)
Царство Янь (кит. упр. 燕, пиньинь Yàn) — одно из государств периода Пяти династий, когда Китай оказался разделённым между военными диктаторами. Основателем царства Янь стал военный губернатор Лулуна (кит. трад. 盧龍, упр. 卢龙, пиньинь Lú Lōng, в нынешней провинции Хэбэй), Лю Шоугуан (劉守光), создавший фактически независимый режим в своём наместничестве, территория которого находилась около нынешнего Пекина в северном Хэбэе, в период с 895 по 913 г.
Лю Шоугуан носил императорский титул с 911 г. по 913 г. В августе первого года эры Цяньхуа династии Поздняя Лян (911 г.) он провозгласил себя императором царства Великая Янь в Ючжоу и сменил девиз правления на Интянь (кит. упр. 應天, пиньинь Yìngtiān). В ноябре третьего года эры Цяньхуа (913 г.) правитель Цзинь (晉) Ли Цуньсюй ликвидировал Ючжоу, Лю Шоугуан бежал и впоследствии был захвачен в плен. На этом царство Янь прекратило своё существование.